# Cizrespor
Cizrespor is een voetbalclub opgericht in 2010 te Cizre, een district van de provincie Şırnak, Turkije. De clubkleuren zijn rood en groen. De thuisbasis van de voetbalclub is het Cizre Ilçestadion.

## Bekende (oud-)spelers
- Hurşut Meriç

Groep I : 23 Elazığ FK · Anadolu Üniversitesi · Artvin Hopaspor · Belediye Kütahyaspor · Bornova 1877 · Bulvarspor · Bursaspor · Düzcespor · Ergene Velimeşe SK · Kahramanmaraşspor · Karşıyaka · Kırşehir Futbol SK ·  Kuşadasıspor · Muş 1984 Muşspor · Silifke Belediyespor · Tokat Belediye Plevnespor

Groep II :Adıyamam FK · Amasyaspor FK · Balıkesirspor · Beykoz İshaklı Spor · Çayelispor · Etimesgut Belediyespor · Fatsa Belediyespor · İnegöl Kafkas · Kelkit Hürriyet SK · Mazıdağı Fosfatspor · Muğlaspor · Nevşehir Belediyespor · Silivrispor · Tire 2021 FK · Türkmetal 1963 Spor · Uşakspor

Groep III : 1922 Konyaspor · 52 Orduspor · Alanya Kestelspor · Aliağa FK · Ayvalıkgücü Belediyespor · Bayburt Özel İdarespor · Bursa Yıldırımspor · Çankaya SK · Çorluspor 1947 · Efeler 09 Spor · Karabük İdmanyurduspor · Küçükçekmece Sinop SK · Osmaniyespor FK ·  Pazarspor · Viranşehir Belediyespor · Yozgat Belediyesi Bozokspor

Groep IV : 1926 Polatlı Belediyespor · Ağrı 1970 Spor · Bergama SF · Büyükçekmece Tepecikspor · Denizlispor · Edirnespor · Kahramanmaraş İstiklalspor · Kırıkkalegücü Futbol SK · Mardin 1969 Spor · Niğde Belediyespor · Orduspor 1967 · Sebat Gençlikspor · Talasgücü Belediyespor ·  Turgutluspor · Zonguldak Kömürspor